# Euphorbia gollmeriana
Euphorbia gollmeriana är en törelväxtart som beskrevs av Johann Friedrich Klotzsch och Pierre Edmond Boissier. Euphorbia gollmeriana ingår i släktet törlar, och familjen törelväxter. Inga underarter finns listade i Catalogue of Life.